# مادلين هوارد
مادلين هوارد (بالإنجليزية: Madeleine Howard)‏ هي ممثلة بريطانية، ولدت في 15 مارس 1954.

## وصلات خارجية
- مادلين هوارد على موقع IMDb (الإنجليزية)
- مادلين هوارد على موقع قاعدة بيانات الفيلم (الإنجليزية)
- مادلين هوارد على موقع كينوبويسك (الروسية)